# Noyon Khutagt
Noyon Khutagt bzw. Dogshin Noyon Khutagt (mong. Догшин ноён хутагт) ist eine Inkarnationsreihe (zum Begriff Khutagt, siehe unter Hutuktu) der Nyingma-Schule des tibetischen Buddhismus in der Gobi-Region der Mongolei. Der 1. Noyon Khutagt, Agvaangonchig, wurde 1622 anerkannt. Bis heute gibt es insgesamt neun Vertreter.
Der fünfte Vertreter, Dulduityn Rawdschaa / Danzanravjaa (1803–1856), war ein großer Dichter, Schriftsteller und Pädagoge.
Der neunte Noyon Khutagt, Danzanluvsantudev (geb. 1984), wurde vom 14. Dalai Lama am 2. März 2013 in Dharamsala in Indien anerkannt. Sein Sitz wird im Khamar-Kloster im Dorno-Gobi-Aimag in der Mongolei sein.

## Übersicht
1. Agvaangonchig (1622–1701)
2. Zhamyandambiyzhantsan (1701–1745)
3. Luvsanzhamyandanzan (1745–1767)
4. Zhamyan Oydovzhamts (1769–1803)
5. Luvsandanzanravzhaa (1803–1856)
6. Dondovdambiyzhantsan (1856–1875)
7. Luvsandambiyzhantsan (1875–1931)
8. Agvaansamdanjamts (anerkannt 1933, gest. 1968)
9. Danzanluvsantudev (geb. 1984)